# Tony Wegas
Tony Wegas, nome d'arte di Anton Hans Sarközi (3 maggio 1965), è un cantante pop austriaco.

## Biografia
Appartenente a una famiglia di ascendenze rom, Tony Wegas da bambino ha preso lezioni di canto imparando anche a suonare diversi strumenti (chitarra, pianoforte, batteria, basso, flauto di Pan) motivato dal padre musicista.
Nel 1990 Tony Wegas ha inciso il suo primo singolo Copa Cagrana / Conga Cagrana, una canzone pop dalle atmosfere latine (che saranno una costante di tutta la sua produzione), scalando la hit parade del suo Paese. Sulla scia di quest'affermazione, è stato scelto quale rappresentante dell'Austria all'Eurovision Song Contest 1992. Dato per favorito, si è classificato però solo al decimo posto. All'Eurovision Song Contest 1993 l'Austria è stata rappresentata di nuovo da Wegas: con un risultato ancora più deludente (quattordicesima posizione). Tuttavia la sua canzone, Maria Magdalena, ha fatto registrare ottime vendite.
Dopo il successo di Maria Magdalena, Tony Wegas ha sviluppato una dipendenza da droghe pesanti che hanno determinato l'inizio della sua parabola discendente, non solo in senso artistico. Nel 1997 il cantante è stato condannato a due anni e mezzo di reclusione per aver aggredito e rapinato alcune passanti. Nel 2004, cinque anni dopo aver finito di scontare la pena, ha pubblicato un album contenente tutti i suoi successi, rivelatosi però un flop. Nel 2007 Tony Wegas ha dichiarato fallimento. Egli attualmente vive nei pressi di Vienna con la terza moglie - una dottoressa svizzera, con la quale ha vissuto a Zurigo all'inizio del loro matrimonio - e la loro figlia. In prime nozze aveva sposato Sabine Petzl.

## Discografia essenziale
- 1990 - Copa Cagrana / Conga Cagrana (Singolo)
- 1992 - Zusammen geh'n (Singolo)
- 1993 - Maria Magdalena (Singolo)
- 1994 - Feuerwerk (Album)
- 1995 - …für Dich (Album)
- 2004 - The Very Best Of (Album)